# Sovana rosso superiore Aleatico
Il Sovana rosso superiore Aleatico è un vino prodotto nei territori comunali di Sorano, Pitigliano e Manciano, all'estremità sud-orientale della provincia di Grosseto, nel cuore dell'area del tufo.

## Invecchiamento
Il disciplinare prevede un obbligo di invecchiamento di 6 mesi.